# ناکا-کو، ساکای

نقشه بخش ناکا در ساکای

بخش ناکا (به ژاپنی: 中区 Naka-ku) یکی از مناطق شهر ساکای در استان اوساکا در ژاپن است.